# Trimeresurus macrolepis
Trimeresurus macrolepis este o specie de șerpi din genul Trimeresurus, familia Viperidae, descrisă de Richard Henry Beddome în anul 1862. Conform Catalogue of Life specia Trimeresurus macrolepis nu are subspecii cunoscute.

## Galerie

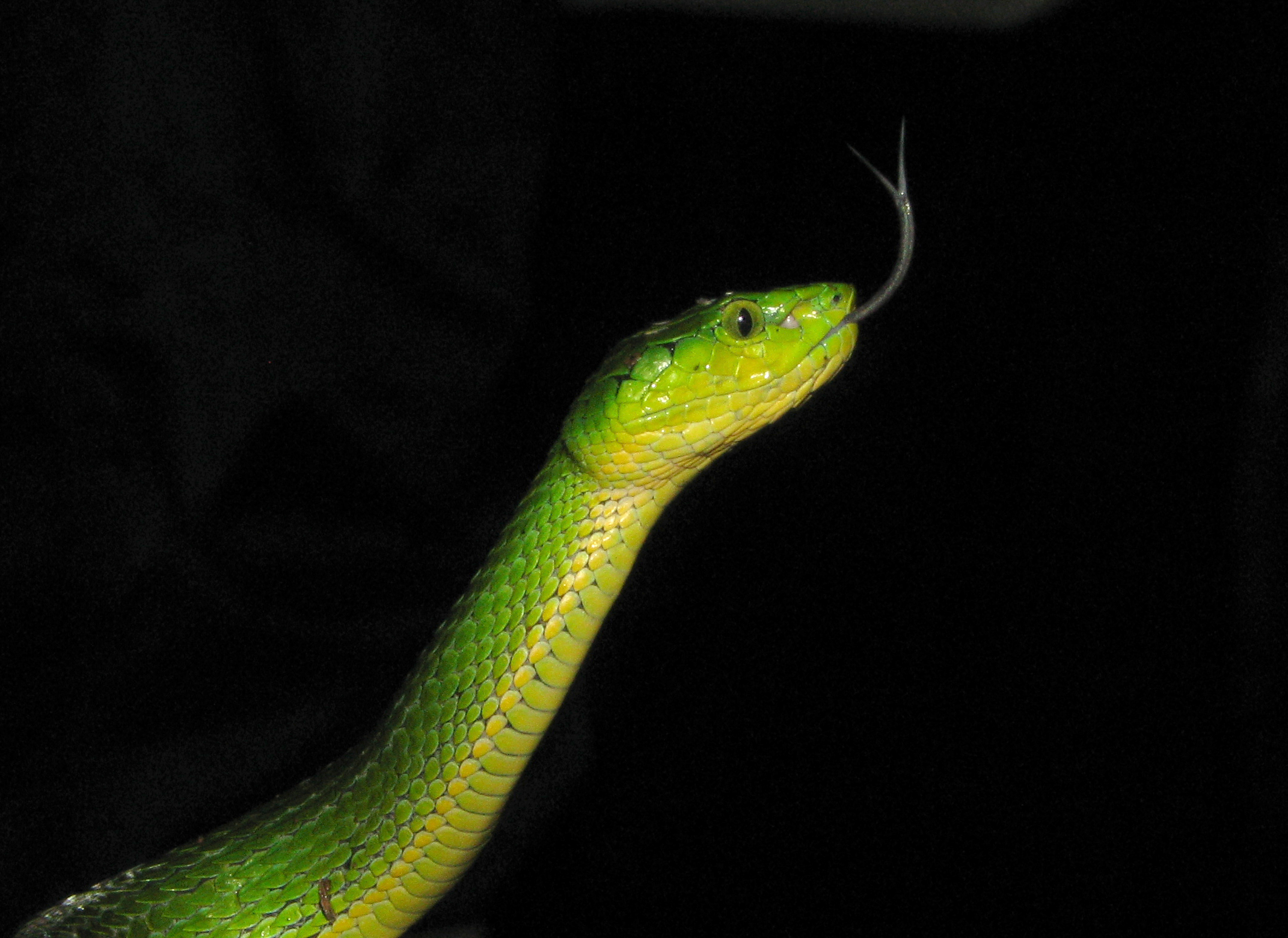
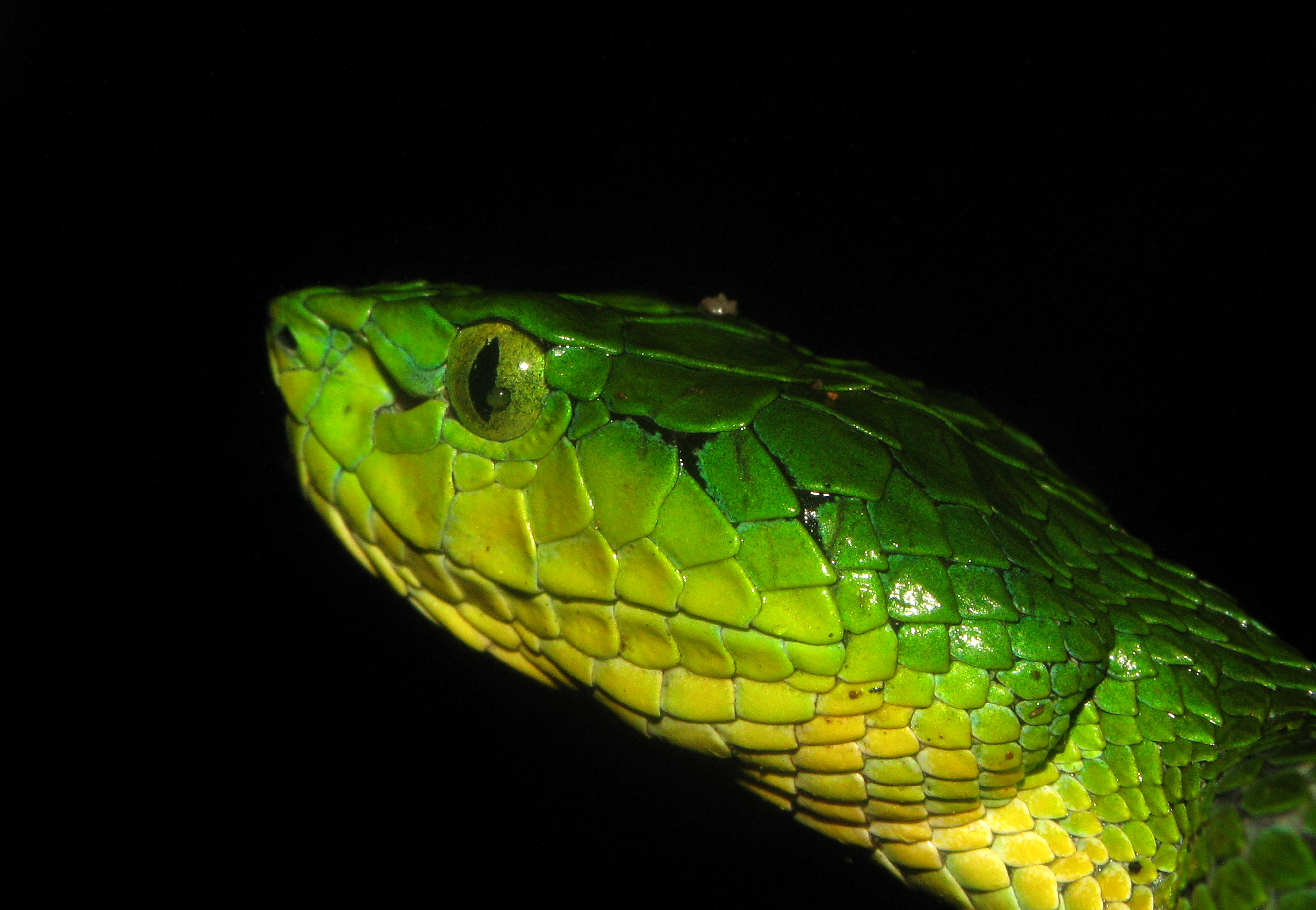